# Tole vilhelminae
Tole vilhelminae is een geslacht van pissebedden uit de superfamilie Janiroidea. De wetenschappelijke naam van de soort is voor het eerst geldig gepubliceerd in 1913 door Knud Hensch Stephensen. Tole vilhelminae is niet aan een familie toegewezen en wordt ondergebracht in de Janiroidea incertae sedis.